# Tierra de armarios

Tierra de armarios (Closet Land) es una película independiente de 1991 escrita y dirigida por la cineasta india Radha Bharadwaj. Protagonizada por Alan Rickman y Madeleine Stowe.

## Argumento
Alan Rickman interpreta a Whilst, un sádico y despiadado interrogador, y Madeleine Stowe, a una joven autora de libros para niños. Ella es secuestrada y acusada de usar ciertos mensajes de anarquía en su libro, Tierra de armarios. El libro trata sobre una niña que debido a su mal comportamiento es encerrada en un armario como castigo. Dentro de él conoce a varios niños que tratan de consolarla. El gobierno acusa a la autora de tratar de meter en las mentes de los niños ideas sobre la anarquía. Whilst, el interrogador, está obsesionado con que ella es culpable de ocultar propaganda y la audiencia está convencida de lo contrario. Conforme avanza la historia, la audiencia se convence de que la autora trata de escribir más acerca de una forma de escapismo y no de anarquía. Es una forma en la que ella trata de escapar del mundo que la rodea y de olvidar ciertas cosas del pasado. Casi al final de la película el interrogador acepta ser quien la violó cuando era niña, pero en realidad no se puede estar muy seguro de ello, ya que como se dice en la película, él usaba cosas personales de ella para tratar de hacer que cayera en una trampa.
- Datos: Q1102502